# Cubicle 7
Cubicle 7 Entertainment Ltd est une société irlandaise qui crée et édite des jeux de société et des jeux de rôle sur table. Elle est connue pour ses jeux basés sur Doctor Who et Le Seigneur des Anneaux. Elle développe également des titres basés sur des créations originales.

## Historique
Angus Abranson et Dave Allsop fondent initialement la société Cubicle 7 dans le but de publier des aides de jeu pour le jeu de rôle d'Allsop , SLA Industries . En janvier 2004, Abranson fait appel à son ami Dominic McDowall-Thomas pour éditer les livres, mais plus tard en 2004, la production est interrompue et Allsop a quitté Cubicle 7 pour d'autres opportunités.
Fin 2006, Abranson et McDowall-Thomas forment Cubicle 7 Entertainment Limited, en tant que partenaires. En 2006, Cubicle 7 achète le petit éditeur britannique Heresy Games et publie une nouvelle édition de son jeu de rôle Victoriana de 2003 en 2009.
Le premier jeu sous licence de la société est obtenu en 2006, avec Starblazer Adventures publié en 2008. Cubicle 7 obtient ensuite la licence du jeu français Qin : The Warring States en 2007 ainsi que la licence pour son jeu de rôle Doctor Who en 2009. 
En 2008, Cubicle 7 s'associe à de petits éditeurs pour assurer l'édition et la distribution pour eux, notamment Adamant Entertainment, Alephtar Games, Arc Dream Publishing, Cakebread &amp; Walton, Arion Games, John Wick Presents, Khepera Publishing, Monkey House Games, Postmortem Studios, Savage Mojo et Triple Ace Games.
Cubicle 7 déménage depuis Oxford, au Royaume-Uni, à Stamullen, en Irlande en 2018.

## Jeux

### Jeux de rôle
Cubicle 7 conçoit, développe et édite les jeux de rôle suivants :
- Doctor Who Roleplaying Game (jeu de rôle basé sur la série télévisée)
A remporté un prix Origins pour le meilleur jeu de cartes en 2013[6].
- Primeval (jeu de rôle basé sur la série télévisée)
- The Laundry (jeu de rôle basé sur la série de romans Laundry Files)
- Cthulhu Britannica (une série de suppléments et d'aventures se déroulant dans l'Angleterre historique, pour le jeu de rôle L'Appel de Cthulhu)
- Victoriana (jeu de rôle dans une ère victorienne alternative fantastique). Le jeu a été publié par Heresy Games en 2003, avec des deuxième et troisième éditions par Cubicle 7 en 2009 et 2013[2]. Il a été examiné par Black Gate #15 (printemps 2011)
- World War Cthulhu (un cadre fantastique de la Seconde Guerre mondiale et de la Guerre froide pour le RPG Call of Cthulhu - il nécessite le livre de règles Call of Cthulhu pour jouer)
- Warhammer Fantasy Role-Play - la 4ème édition du vénérable jeu de rôle fantastique[7]
- Soulbound: Warhammer Age of Sigmar Role-Play - un jeu distinct du jeu de rôle fantastique[8]
- Wrath & Glory - Un jeu de rôle Warhammer 40,000, transféré d'Ulisses Spiele[9]. Cubicle 7 a publié une version mise à jour du règlement de base en avril 2020[10].

### Jeux de cartes, de dés et de société
Cubicle 7 conçoit, développe et édite les jeux de cartes, de dés et de société suivants :
- Doctor Who : Le jeu de cartes (basé sur la série télévisée)
- Hobbit Tales (jeu de cartes narratif se déroulant dans la Terre du Milieu)
- Dalek Dice (un jeu de dés basé sur Doctor Who)

### Partenaires d'édition
Cubicle 7 travaille également avec un groupe restreint de partenaires éditeurs pour proposer leurs jeux à un marché plus large :
- Hot War (Contested Ground)
- Cold City (Contested Ground)
- 3:16 - Carnage parmi les étoiles (Box Ninja Games)

### Anciennes licences
- Rocket Age (un jeu de rôle rétro - pulp space opera, se déroulant dans un 20e siècle alternatif où Einstein, Tesla et Ray Armstrong ont conduit la première fusée vers Mars, entrant dans une nouvelle ère de l'opéra spatial).

Cubicle 7 a annoncé qu'il rendait les droits au concepteur du jeu le 30 juin 2017. Il est désormais publié par Why Not Games, y compris des réimpressions de livres initialement publiés par Cubicle 7.
- Aventures en Terre du Milieu : un cadre de la Terre du Milieu compatible OGL sous licence pour la 5e édition
- Le jeu de rôle de l'Anneau Unique (première édition)  le jeu de rôle officiel sous licence de la Terre du Milieu

Cubicle 7 a annoncé le 27 novembre 2019 qu'il cesserait de publier les propriétés L'Anneau Unique et Aventures en Terre du Milieu. À cette époque, Cubicle 7 publiait L'Anneau Unique depuis huit ans.
- Jeu d'aventure Loup Solitaire (basé sur la série de livres-jeux Loup Solitaire de Joe Dever )

Cubicle 7 a annoncé le 2 juillet 2021 qu'il cesserait de publier la propriété Lone Wolf Adventure Game.
- Qin (un jeu de rôle wuxia, se déroulant en Chine pendant la période des Royaumes combattants)
- Yggdrasill (jeu de rôle à l'époque viking )
- Kuro (un jeu de rôle d'horreur et de cyberpunk, se déroulant au Japon en 2046)
- Keltia (jeu de rôle dans la Bretagne post-romaine, au cours du 5e siècle)

Cubicle 7 a publié des traductions en anglais des 4 jeux de rôle ci-dessus de l'éditeur français Le Septième Cercle jusqu'à la fin de la licence le 30 juin 2017.

## Récompenses
Cubicle 7 a remporté 12 ENnie Awards, 2 Origins Awards, Best in Show, Lucca 2012, et un Golden Geek.

## Événements marquants
En juin 2009, Cubicle 7 annonce avoir rejoint le groupe de sociétés Rebellion Developments.
En novembre 2011, Angus Abranson quitte Cubicle 7 pour former Chronicle City.
En décembre 2014, Cubicle 7 annonce qu'elle avait quitté le groupe de sociétés Rebellion Developments, à la suite d'un rachat réussi par la direction mené par le PDG Dominic McDowall.
En décembre 2017, Dominic McDowall et Cubicle 7 ont annoncé qu'ils produiraient un nouveau RPG dans l'univers de Warhammer, Warhammer: Age of Sigmar . Ce jeu fait partie d'une quête personnelle de McDowall pour ramener le style de jeu avec Warhammer auquel il avait joué dans sa jeunesse.